# 土耳其共产党 (1920年)
土耳其共产党（土耳其語：Türkiye Komünist Partisi），简称土共（TKP），是土耳其的一个已不存在的共产主义政党。

## 历史
1920年9月10日，伊斯坦布尔、安纳托利亚和在苏俄活动的土耳其共产主义组织于巴库联合召开代表大会，宣布成立土耳其共产党，穆斯塔法·苏普希被选为党的主席。在1918年—1922年土耳其民族解放运动中，该党发挥了重要作用。
1920年10月18日，凯末尔的亲信还组织了另一个土耳其共产党，还让这个党申请加入共产国际，不过遭到拒绝。1922年，凯末尔解散了这个共产党并安排其领导人出任政府的高级职位。
1921年1月28日，穆斯塔法·苏布希夫妇等14名共产党和工会领导人被紧跟其后的特拉布宗的宪兵队杀死，史称“黑海事件”。1922年，凯末尔禁止土共在安卡拉召开一大，即使以许斯尼为首的土共领导层表示接受凯末尔的领导。1923年，土共转入地下活动。1925年3月，凯末尔政府颁布了一系列维持秩序的法令，禁止《光明》《同志》《镰刀与斧子》等共产党主办的刊物出版。1927年，凯末尔当局对国内的共产党分子大搜捕，许斯尼被捕并遭法庭审判与监禁。1929年8月5日，凯末尔第一次在公开演讲中将共产主义等同于“叛逆”。1935年共产国际七大，土共接受共产国际指示，寻求成为土耳其政权中合法、“进步”的一部分。
在第二次世界大战期间，该党积极反对土耳其当局勾结纳粹德国的政策。战后，该党又提出为消除土耳其对帝国主义强国的依赖关系，争取土耳其退出军事集团，争取民主和社会进步而斗争。1983年10月，该党召开“五大”，制定了新的党纲和党章，强调当前土共必须巩固在群众中的阵地，团结左派力量，推翻军事独裁，建立民族民主政府。其中，伊斯马伊尔·比伦辞去了总书记职务，转任党主席。同年11月18日在柏林去世。1984年12月，包括土共在内的6个左翼政党宣布组成“土耳其和土耳其库尔德斯坦左翼团结”政党联盟，以便共同进行争取民主的斗争。1987年10月8日，该党与1961年成立的土耳其工人党在比利时布鲁塞尔合并为土耳其联合共产党。